# Civilizație
Civilizația (din lat. civis = cetățean) nivel de dezvoltare a societății și a culturii materiale atins de o formație social-economică, respectiv starea vieții sociale, economice și culturale a unui popor sau a unei epoci. O civilizație este orice societate complexă caracterizată prin dezvoltarea urbană, stratificare socială, o formă de guvernare și sisteme de comunicare bazate pe simboluri, precum scrisul.
Civilizațiile sunt interdependente și sunt adesea definite de caracteristici socio-politico-economice mai profunde, precum centralizarea, domesticirea (atât a oamenilor, cât și a altor organisme), diviziunea muncii, ideologii de progres înrădăcinate cultural, supremațism, arhitectură monumentală, impozitare, dependență socială față de agricultură și expansionism. Istoric, civilizația a fost adesea înțeleasă drept „o cultură mai răspândită și avansată”, spre deosebire de culturile localizate, presupus primitive. În acest sens larg, o civilizație contrastează cu societățile tribale necentralizate, incluzând culturile păstorilor nomazi, societățile neolitice sau de vânători-culegători, dar uneori contrastează și cu culturile întâlnite în cadrul civilizațiilor în sine. Civilizațiile sunt organizate în așezări dens populate, împărțite în clase sociale ierarhice, cu o elită conducătoare și populații urbane și rurale subordonate, care se angajează în agricultură intensivă, minerit, procese de fabricație la scară redusă și comerț. Civilizația concentrează puterea, extinzând controlul uman asupra naturii, inclusiv asupra altor ființe umane.
Civilizația, după cum sugerează etimologia sa, este un concept legat inițial de târguri și orașe. Cea mai timpurie apariție a civilizațiilor este în general asociată cu etapele finale ale revoluției neolitice, culminând cu procesul relativ rapid al revoluției urbane și de formare a statelor, o dezvoltare politică asociată cu apariția unei elite de guvernare. 

## Etimologie
Termenul „civilizație” provine din francezul civilisé („civilizat”), care la rândul său își are originea în latinescul civilis („civil”), genetic legat de civis („cetățean”) și civitas („oraș”). Etimologic deci, termenul desemnează calitățile generale  ale cetățeanului (precum politețea și amabilitatea) în relațiile sale cu alți cetățeni. 
Tratatul fundamental de limbă engleză este „Procesul civilizării” al lui Norbert Elias (1939), care urmărește moravurile sociale de la societatea curților domnești medievale până în perioada modernă timpurie. În The Philosophy of Civilization (1923), Albert Schweitzer prezintă două opinii: una pur materială și cealaltă materială și etică.